# 藤原直道
藤原 直道（ふじわら の なおみち）は、平安時代初期から前期にかけての貴族。藤原北家魚名流、紀伊守・藤原総継の子。光孝天皇の外叔父。官位は従五位上・備前守。

## 経歴
承和10年（843年）文室宮田麻呂に謀反の疑いがかかり左衛門府に拘禁された際、左兵衛大尉であった直道は左中弁・良岑木蓮らとともに宮田麻呂の平安京と難波の邸宅に派遣され、謀反に使う武具の捜索を行った。
嘉祥2年（849年）従五位下に叙爵し、相模介に任ぜられる。斉衡2年（855年）木工頭に任ぜられるが、翌斉衡3年（856年）には美濃守に転じるなど、文徳朝では主に地方官を歴任した。
天安3年（859年）鋳銭長官に遷ると、貞観3年（861年）少納言兼侍従に任ぜられるなど、清和朝初頭は京官を務め、貞観4年（862年）には従五位上に叙せられる。貞観5年（863年）備前守として再び地方官に転じた。

## 官歴
『六国史』による。
- 承和10年（843年） 12月22日：見左兵衛大尉
- 時期不詳：正六位上
- 嘉祥2年（849年） 正月7日：従五位下。正月13日：相模介
- 斉衡2年（855年） 2月15日：木工頭
- 斉衡3年（856年） 12月14日：美濃守
- 天安3年（859年） 正月13日：周防守。3月22日：鋳銭長官、周防守如元
- 貞観3年（861年） 2月25日：少納言。日付不詳：侍従
- 貞観4年（862年） 正月7日：従五位上
- 貞観5年（863年） 2月10日：備前守

## 系譜
『尊卑分脈』による。
- 父：藤原総継
- 母：藤原雄友の娘（藤原南家）
- 妻：藤原継雄の娘
  - 長男：藤原有穂（838-908）
- 生母不詳の子女
  - 男子：藤原高階
  - 男子：藤原連高
  - 男子：藤原常依
  - 男子：藤原滋実
  - 男子：藤原連煎
  - 男子：藤原連松
  - 男子：藤原連永
  - 九男：藤原連茂